# Inoue Masaharu
Inoue Masaharu est un nom japonais traditionnel ; le nom de famille (ou le nom d'école), Inoue , précède donc le prénom (ou le nom d'artiste).
Pour les articles homonymes, voir Inoue.
Inoue Masaharu (井上 正春, 25 novembre 1805-28 mars 1847) est un daimyō et officiel du shogunat Tokugawa de la fin de l'époque d'Edo du Japon. Son titre de courtoisie est Kawachi-no-kami.

## Biographie
Inoue Masaharu est le fils aîné de l'ancien daimyo déchu de Hamamatsu, Inoue Masamoto, rétrogradé au domaine de Tanagura dans la province de Mutsu. Il hérite de la direction du clan Inoue et de la position de daimyō du domaine de Tanakura à la mort de son père en 1820.
En 1820, Masaharu est nommé au poste de sōshaban (maître des cérémonies) et en 1834 à celui de jisha-bugyō. En 1836, il est transféré au domaine de Tatebayashi, d'un revenu de 60 000 koku, dans la province de Kōzuke. En 1838, il est nommé Osaka jōdai (châtelain d'Osaka) et en 1840, accède au rang de rōjū (conseiller sénior) au service du shogun Tokugawa Ieyoshi.
En 1845, avec la démission de Mizuno Tadakuni, chef des rōjū, à la suite de l'échec des réformes Tenpō et de son exil conséquent du domaine de Hamamatsu au domaine de Yamagata dans la province de Dewa, Inoue Masaharu réussit à atteindre l'objectif du clan Inoue de retourner à Hamamatsu après une absence de 28 ans.
De ses années à Tanakura à Mutsu, Masaharu ramene avec lui une somme considérable de connaissances sur la production du coton ainsi que des artisans pour construire de nouveaux métiers à tisser, développant ainsi une nouvelle industrie majeure pour Hamamatsu et une source de revenus pour le domaine. Il meurt en 1847, deux ans seulement après le retour du clan au domaine de Hamamatsu. Sa tombe se trouve au Jōshin-ji, temple du clan situé dans le quartier Mukogaoka de l'arrondissement de Bunkyō à Tokyo.
Masaharu est marié à une fille d'Abe Masakiyo, daimyō du domaine de Fukuyama. Son quatrième fils Inoue Masanao lui succède. L'une de ses filles est l'épouse officielle de Mizuno Tadakiyo, fils et héritier de Mizuno Tadakuno.

## Source de la traduction
- (en) Cet article est partiellement ou en totalité issu de l’article de Wikipédia en anglais intitulé « Inoue Masaharu » (voir la liste des auteurs).